# لوبیاتوو (استان اوپوله)
لوبیاتوو (به لهستانی: Lubiatów) یک منطقهٔ مسکونی در لهستان است که در گمینا اوتموخوو واقع شده‌است. لوبیاتوو ۲۸۰ نفر جمعیت دارد.